# Leucodon laxifolius
Leucodon laxifolius är en bladmossart som beskrevs av C. Müller och Fleischer 1917. Leucodon laxifolius ingår i släktet Leucodon och familjen Leucodontaceae. Inga underarter finns listade i Catalogue of Life.